# Championnat de Chypre masculin de basket-ball 2016-2017
Navigation
Édition précédente Édition suivante
La saison 2016-2017 du championnat de Chypre masculin de basket-ball est la cinquantième édition du championant chypriote, aussi appelé Division A.

## Compétition

### Saison régulière

#### Classement
| Rang | Équipe              | Pts | J  | G  | P  | Pp   | Pc   | Diff |
| ---- | ------------------- | --- | -- | -- | -- | ---- | ---- | ---- |
| 1    | Keravnós Strovólou  | 38  | 20 | 18 | 2  | 1563 | 1267 | 296  |
| 2    | AEK Larnaca         | 36  | 20 | 16 | 4  | 1569 | 1301 | 268  |
| 3    | APOEL Nicosie       | 31  | 20 | 11 | 9  | 1488 | 1411 | 77   |
| 4    | EN Paralimníou (el) | 28  | 20 | 8  | 12 | 1348 | 1397 | -49  |
| 5    | ETHA Éngomis        | 24  | 20 | 4  | 16 | 1459 | 1622 | -163 |
| 6    | Apóllon Limassol    | 23  | 20 | 3  | 17 | 1228 | 1657 | -429 |

| Légende:                          |
| - Qualification pour les playoffs |

#### Règlement
Un match perdu vaut 1 point.
Un match gagné en vaut 2.
Les 4 premiers clubs à l'issue de la saison régulière sont qualifiés pour les plays-offs.

### Playoffs

#### Tableau
|  | Demi-finales        | Demi-finales |                    |   | Finale | Finale |
|  | Demi-finales        | Demi-finales |                    |   | Finale | Finale |
|  |                     |              |                    |   |        |        |
|  |                     |              |                    |   |        |        |
|  |                     |              |                    |   |        |        |
|  | Keravnós Strovólou  | 3            |                    |   |        |        |
|  | Keravnós Strovólou  | 3            |                    |   |        |        |
|  | EN Paralimníou (el) | 0            |                    |   |        |        |
|  | EN Paralimníou (el) | 0            | Keravnós Strovólou | 3 |        |        |
|  |                     |              | Keravnós Strovólou | 3 |        |        |
|  |                     | AEK Larnaca  | 1                  |   |        |        |
|  | AEK Larnaca         | AEK Larnaca  | 1                  | 3 |        |        |
|  | AEK Larnaca         |              |                    | 3 |        |        |
|  | APOEL Nicosie       | 1            |                    |   |        |        |
|  | APOEL Nicosie       | 1            |                    |   |        |        |

### Bilan de la saison
Gagnant : Keravnós Strovólou